# 슈퍼 마리오 컬렉션

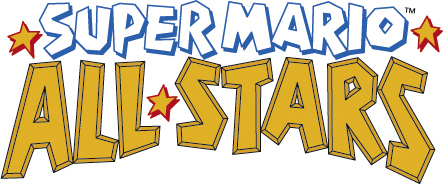

슈퍼 마리오 컬렉션(일본어: スーパーマリオコレクション 스파 마리오 코레쿠숀[*]) 또는 슈퍼 마리오 올스타(영어: Super Mario All Stars)는 슈퍼패미컴 게임이며 1993년에 발매하였다. 다음 해인 1994년 12월, 유럽 및 북미에서는 슈퍼 마리오 월드와의 합본인 "슈퍼 마리오 올스타 + 슈퍼 마리오 월드"를 발매하였는데 일본으로의 역수입은 이루어지지 않았다. 한편 슈퍼 마리오 시리즈가 25주년을 맞이하자 닌텐도에서는 2010년에 Wii로 이식된 슈퍼 마리오 컬렉션을 슈퍼 마리오 히스토리 북과 사운드 트랙을 동봉하여 슈퍼 마리오 25주년 스페셜 에디션이라는 한정판 패키지를 발매하였다.

## 게임 내용
이 게임은 슈퍼 마리오브라더스, 슈퍼 마리오브라더스 더 로스트 레벨즈, 슈퍼 마리오 USA, 슈퍼 마리오브라더스 3를 플레이할 수 있으며 기존 패미컴 그래픽이 아닌 슈퍼패미컴의 16 비트에 맞춘 그래픽을 사용하고 있다. 게임은 메뉴에서 선택할 수 있으며 기존 패미컴 시절과는 달리 게임 중간에 저장이 가능하다. 난이도가 높은 더 로스트 레벨즈의 경우 게임 진행도가 월드 별로 저장되는 다른 세 게임과 달리 레벨 하나를 클리어할 때마다 저장된다.
더 로스트 레벨즈의 경우 일본을 벗어난 서구권에서의 첫 정식 발매이기도 하다.

## 평가
| 평가 |            |
| --- | ---------- |
| 통합 점수 통합사 점수 게임랭킹스 90.12% [ 1 ] 평론 점수 평론사 점수 올게임 [ 2 ] 에지 8/10 게임프로 5/5 IGN 7/10 (Wii) 닌텐도 라이프 5/10 (Wii) ONM 90% |            |
| 통합 점수 |            |
| 통합사 | 점수       |
| 게임랭킹스 | 90.12%     |
| 평론 점수 |            |
| 평론사 | 점수       |
| 올게임 | [ 2 ]      |
| 에지 | 8/10       |
| 게임프로 | 5/5        |
| IGN | 7/10 (Wii) |
| 닌텐도 라이프 | 5/10 (Wii) |
| ONM | 90%        |

## 슈퍼 마리오 히스토리 1985-2010
《슈퍼 마리오 히스토리 1985-2010》은 《슈퍼 마리오 25주년 스페셜 에디션》 패키지에 동봉된 책자 및 사운드트랙 CD의 이름이다. 책자에는 슈퍼 마리오브라더스부터 슈퍼 마리오 갤럭시 2에 이르는 역대 슈퍼 마리오 시리즈에 대한 제작 비화 등 미야모토 시게루, 데즈카 다카시 및 곤도 고지의 짤막한 인터뷰가 담겨 있으며, 사운드트랙에는 역대 슈퍼 마리오 시리즈의 테마곡과 슈퍼 마리오브라더스의 효과음이 수록되어 있다. 아래는 사운드트랙 CD의 수록곡 목록이다.
1. Super Mario Bros.: 지상 BGM
2. Super Mario USA: 지상 BGM
3. Super Mario Bros. 3: 애슬레틱 BGM
4. Super Mario World: 지상 BGM
5. Super Mario 64: 슬라이더
6. Super Mario Sunshine: 돌픽 타운
7. New Super Mario Bros.: 지상 BGM
8. Super Mario Galaxy: Super Mario Galaxy
9. New Super Mario Bros. Wii: 타이틀
10. Super Mario Galaxy 2: Super Mario Galaxy 2
11. Super Mario Bros.: 코인
12. Super Mario Bros.: 마리오 점프
13. Super Mario Bros.: 슈퍼마리오로 변신했을 때
14. Super Mario Bros.: 1UP
15. Super Mario Bros.: 슈퍼마리오가 작아졌을 때/토관에 들어갈 때
16. Super Mario Bros.: TIME UP 경고 팡파르
17. Super Mario Bros.: 플레이어 다운
18. Super Mario Bros.: 게임 오버
19. Super Mario Bros.: 코스 클리어 팡파르
20. Super Mario Bros.: 월드 클리어 팡파르